# Partido di Brandsen
Il partido di Brandsen è un dipartimento (partido) dell'Argentina facente parte della Provincia di Buenos Aires. Il capoluogo è Brandsen.
Secondo il censimento del 2001 il partido contava una popolazione di 22.515 abitanti, con un aumento del 22,2% rispetto al censimento del 1991.
Il partido comprende le seguenti località principali:
- Brandsen (19.877 ab. nel 2010)
- Jeppener (2.496 ab.)
- Gómez (362 ab.)
- Las Acacias (229 ab.)
- Altamirano (215 ab.)
- Samborombón (198 ab.)
- Oliden (138 ab.)